# توماس هيدلي رينولدز
توماس هيدلي رينولدز (بالإنجليزية: Thomas Hedley Reynolds)‏ هو مؤرخ أمريكي، ولد في 23 نوفمبر 1920 في نيويورك في الولايات المتحدة، وتوفي في 22 سبتمبر 2009 في لويستون في الولايات المتحدة.